# Lago Keta
Il lago Ketà (in russo озеро Кета?) chiamato anche Chita (Хита) è un lago della Russia, situato sull'altopiano Putorana, nella parte meridionale della penisola del Tajmyr. Dal punto di vista amministrativo si trova nel Tajmyrskij rajon del Territorio di Krasnojarsk, nel Circondario federale della Siberia. 
Per superficie è il 2º lago dell'altopiano Putorana (dopo il lago Chantajskoe) e il 5º lago del Territorio di Krasnojarsk.

## Geografia
Il lago si trova nel bacino del fiume Pjasina. Immissario principale è il fiume Toningda, emissario il Rybnaja, affluente del Noril'skaja (immissario del lago Pjasino).
È situato a un'altezza di 85 m s.l.m., ha una superficie di 452 km² e un bacino idrografico di 2990  km². La sua lunghezza è di 94 m, per una larghezza massima di 13 km.
Il lago ha la forma allungata tipica dei laghi del Putorana. Le rive sono molto ripide. La costa è lunga 235 km. Da ottobre a luglio, è coperto dal ghiaccio. La sua punta nord-occidentale si trova a 80 km dalla città di Noril'sk. La parte orientale del lago si trova all'interno della Riserva naturale Putorana.

### Fauna
Le acque del lago abbondano di pesci: lucci, salmerini (tra cui il salmerino alpino e il Salvelinus drjagini), coregoni (Coregonus albula e Coregonus peled), Thymallinae, Lota lota, Perca, Cottus sibiricus e Phoxinus.